# Vaccí d'Oxford-AstraZeneca contra la COVID-19
La vacuna d'Oxford-AstraZeneca contra la COVID-19 o simplement, vacuna d'Oxford-AstraZeneca (amb nom en clau AZD1222, es ven amb la marca Covishield i Vaxzevria entre altres) és una vacuna contra la COVID-19 desenvolupada per la Universitat d'Oxford i AstraZeneca administrada per injecció intramuscular, utilitzant com a vector l'adenovirus modificat del ximpanzé ChAdOx1.
El nom de la vacuna es va canviar a Vaxzevria a la Unió Europea el 25 de març de 2021. AstraZeneca fabrica la vacuna Vaxzevria, la vacuna d'AstraZeneca. Covishield és fabricat pel Serum Institute de l'Índia.
Una anàlisi publicada el 19 de febrer de 2021 va mostrar una eficàcia del 76,0% per prevenir la COVID-19 simptomàtica a partir dels 22 dies posteriors a la primera dosi, augmentant fins al 81,3% quan es dona la segona dosi 12 setmanes o més després de la primera.
La vacuna té un bon perfil de seguretat, amb efectes secundaris que inclouen dolor al lloc de la injecció, mal de cap i nàusees, que generalment es resolen en pocs dies. Més rarament, es pot produir anafilaxi (la Medicines and Healthcare products Regulatory Agency del Regne Unit té 234 informes sobre uns 11,7 milions de vacunacions al 7 de març de 2021). En casos molt rars, la vacuna pot causar coàguls de sang (trombosi, incloent-hi coagulació intravascular disseminada i trombosi de sins venosos cerebrals) en combinació amb nivells baixos de plaquetes sanguínies. Segons l'Agència Europea de Medicaments el 22 de març de 2021, s'havien notificat 86 casos de trombosi des de l'Espai Econòmic Europeu i el Regne Unit, on al voltant de 25 milions de persones havien rebut la vacuna
El 30 de desembre de 2020, la vacuna es va aprovar per primera vegada per al seu ús al programa de vacunació del Regne Unit, i la primera vacunació fora d’un assaig es va administrar el 4 de gener de 2021. La vacuna ha estat aprovada des de llavors per diverses agències de medicaments de tot el món, com l'EMA, i l'Australian Therapeutic Goods Administration, i va ser aprovada per a la llista d'usos d'emergència per l'OMS.

## Història
La vacuna va ser co-inventada per l'Institut Jenner de la Universitat d'Oxford i Vaccitech, una empresa derivada de la Universitat, finançada per Oxford Sciences Innovation, Google Ventures i Sequoia Capital, entre d'altres. El primer lot de la vacuna fou produït per a proves clíniques va ser desenvolupat per l'Institut Jenner i l'Oxford Vaccine Group en col·laboració amb el fabricant italià Advent Srl ubicat a Pomezia. L'equip està liderat per Sarah Gilbert, Adrian Hill, Andrew Pollard, Teresa Lambe, Sandy Douglas i Catherine Green.

## Assajos
De fase I-II amb 543 participants: Anticossos específics per l'espiga el dia 28; anticossos neutralitzants després d'una dosi de reforç al dia 56
De fase III amb 30.000 participants: Intervencional; estudi aleatoritzat controlat amb placebo sobre eficàcia, seguretat i immunogenicitat.
Els resultats positius d'una anàlisi provisional de quatre assaigs en curs es van anunciar el 23 de novembre de 2020 i es van publicar el 8 de desembre de 2020. L'eficàcia general va ser del 70%, que va del 62% al 90% amb diferents règims de dosificació, amb un perfil de seguretat revisat per especialistes.
Brasil (5.000), Regne Unit, Índia
Mai 2020 – Ago 2021

## Eficàcia
| Variant | Dues dosis   | Dues dosis    | Dues dosis      | Una dosi     | Una dosi     | Una dosi        |
| Variant | Asimptomàtic | Simptomàtic   | Hospitalització | Asimptomàtic | Simptomàtic  | Hospitalització |
| ------- | ------------ | ------------- | --------------- | ------------ | ------------ | --------------- |
| Alfa    | 73% (66–78%) | 66% (54–75%)  | 92% (75–97%)    | 37% (32–42%) | 51% (47–55%) | 76% (61–85%)    |
| Beta    | No notificat | 10% (−77–55%) | No notificat    | No notificat | No notificat | No notificat    |
| Gamma   | No notificat | No notificat  | No notificat    | No notificat | No notificat | No notificat    |
| Delta   | 60% (53–66%) | 60% (29–77%)  | 86% (53–96%)    | 18% (9–25%)  | 33% (19–44%) | 71% (51–83%)    |

Notes
1. ↑  Generalment es considera eficaç una vacuna si l'estimació és ≥50% amb un límit inferior >30% d'un interval de confiança del 95%.[29]
2. 1 2 3 4  Dades preliminars d'eficàcia contra les malalties simptomàtiques a què fa referència la Public Health England.[31][32]
3. 1 2 3 4  Dades preliminars d’eficàcia contra l’hospitalització a què fa referència la Public Health England[33][32]
4. ↑  Eficàcia d'un estudi amb 2026 participants.[34]

## Autoritzacions
Autorització plena
     Autorització d'emergència
     Permesa per viatjar
     Destinatari apte per a COVAX
     Ús aturat
Plena (5)
1. Austràlia[36][37]
2. Brasil[38]
3. Canadà[39]
4. Índia[40]
5. Israel[41][42][43]

Emergència (170)
1. Afganistan[44][45]
2. Albània[46]
3. Algèria[47]
4. Andorra[48]
5. Angola[49]
6. Aràbia Saudita[50]
7. Argentina[51]
8. Armènia
9. Azerbaidjan[52]
10. Bahrain[53]
11. Bangladesh[54][55]
12. Benin[52]
13. Bhutan[56][57]
14. Bolívia[52]
15. Bòsnia i Hercegovina[58]
16. Botswana[59]
17. Brunei[60]
18. Burkina Faso[61]
19. Cambodja[52]
20. Camerun[52]
21. Cap Verd[62]
22. República Centreafricana[61]
23. Colòmbia[63]
24. Comores[52]
25. Congo, R[52]
26. Congo, RD[64]
27. Corea del Sud[65][66]
28. Costa d'Ivori[67]
29. Costa Rica[68]
30. Djibouti[52]
31. República Dominicana[69]
32. Egipte[70]
33. Emirats Àrabs Units[52]
34. Equador[71]
35. Eswatini[72]
36. Etiòpia[73][74][75]
37. Fiji[52]
38. Filipines[76]
39. Gàmbia[77]
40. Geòrgia[78]
41. Ghana[79]
42. Guatemala[80]
43. Guinea[61]
44. Guinea-Bissau[81]
45. Hondures[52]
46. Iemen[82]
47. Illes Salomó[52]
48. Indonèsia[83]
49. Iran[84]
50. Iraq[85]
51. Japó[86]
52. Jordània[87]
53. Kenya[88]
54. Kiribati[61]
55. Kirguizstan[61]
56. Kosovo[89][90]
57. Kuwait[91]
58. Laos[61]
59. Lesotho[92]
60. Líban[93]
61. Libèria[94]
62. Líbia[95][96]
63. Macedònia del Nord[97]
64. Madagascar[52]
65. Malàisia[98]
66. Malawi[99][100]
67. Maldives[101]
68. Mali[102]
69. Marroc[103]
70. Maurici[104]
71. Mauritània[61]
72. Mèxic[105]
73. Micronèsia[61]
74. Moçambic[52]
75. Moldàvia[106]
76. Mongòlia[107]
77. Montenegro[52]
78. Myanmar[108]
79. Namíbia[109]
80. Nauru[110]
81. Nepal[111]
82. Nicaragua[52]
83. Níger[52]
84. Nigèria[112]
85. Nova Zelanda[61]
86. Oman[52]
87. Pakistan[113]
88. Palestina[52]
89. Panamà[52]
90. Papua Nova Guinea[114][115]
91. Paraguai[61]
92. Perú[116]
93. Qatar[61]
94. Regne Unit[117][118][119]
95. Ruanda[120]
96. El Salvador[121]
97. Samoa[110]
98. São Tomé i Príncipe[52]
99. Senegal[61]
100. Sèrbia[122]
101. Seychelles[123]
102. Sierra Leona[124]
103. Singapur[125] (restringit)
104. Síria[61]
105. Somàlia[126]
106. Sri Lanka[127]
107. Sudan[128][129]
108. Sudan del Sud[130]
109. Tadjikistan[131]
110. Tailàndia[132]
111. Taiwan[133]
112. Timor Oriental[134]
113. Togo[135]
114. Tonga[136][137][138]
115. Tunísia[61]
116. Turkmenistan[61]
117. Tuvalu[110]
118. Ucraïna[139]
119. Uganda[140]
120. Uruguai[52]
121. Uzbekistan[52]
122. Vanuatu[61]
123. Vietnam[141]
124. Xile[142]
125. Zàmbia[143][144][145]
126. Zimbàbue[61]
Agència Europea del Medicament:[146]
127. Alemanya
128. Àustria
129. Bèlgica
130. Bulgària
131. Croàcia
132. Dinamarca
133. Eslovàquia
134. Eslovènia
135. Espanya
136. Estònia
137. Finlàndia
138. França
139. Grècia
140. Hongria
141. Irlanda
142. Islàndia
143. Itàlia
144. Letònia
145. Liechtenstein
146. Lituània
147. Luxemburg
148. Malta
149. Noruega
150. Països Baixos
151. Polònia
152. Portugal
153. Romania
154. Suècia
155. Txèquia
156. Xipre
Agència de Salut Pública del Carib:[147]
Anguilla
157. Antigua i Barbuda
Aruba
158. Bahames
159. Barbados
160. Belize
Bermudes
Bonaire
Illes Verges Britàniques
Illes Caiman
Curaçao
161. Dominica
162. Grenada
163. Guyana
164. Haití
165. Jamaica
Montserrat
Saba
166. Saint Kitts i Nevis
167. Saint Lucia
168. Saint Vincent i les Grenadines
Sint Maarten
Sint Eustatius
169. Surinam
170. Trinidad i Tobago
Illes Turks i Caicos
Altres entitats:
Guernsey[52]
Illa Guadalupe[61]
Illa de Man[52]
Illes Cook[52]
Illes Malvines[52]
Illes Pitcairn[61]
Jersey[52]
Polinèsia Francesa[52]
Santa Helena, Ascensió i Tristan da Cunha[61]
Wallis i Futuna[52]
Xipre del Nord [148]
OMS[35][149][150][151][152]

### Suspensions
El 7 de febrer de 2021, es va suspendre el desplegament de vacunes a Sud-àfrica. Investigadors de la Universitat de Witwatersrand van publicar dades provisionals no revisades per especialistes que suggerien que la vacuna AstraZeneca proporcionava una protecció mínima contra la infecció lleu o moderada de la malaltia entre els joves. A mitjan març, Indonèsia també va aturar el llançament de la vacuna mentre esperava més orientacions de seguretat de l'OMS. La BBC va informar el 8 de febrer de 2021 que Katherine O'Brien, directora de vacunació de l'OMS, va considerar que era "realment plausible" que la vacuna AstraZeneca pogués tenir un "eficàcia significativa" en la variant sud-africana, especialment en la prevenció de malalties greus i la mort. El mateix informe també indicava que el director general adjunt mèdic d'Anglaterra, Jonathan Van-Tam, va dir que l'estudi de Witwatersrand no va canviar la seva opinió del fet que la vacuna d'AstraZeneca "probablement" actués en la malaltia greu de la variant sud-africana. Posteriorment, el govern sud-africà va cancel·lar l'ús de la vacuna d'AstraZeneca.
El 3 de març de 2021, Àustria va suspendre l'ús d'un lot de vacunes després que dues persones patissin coàguls de sang després de la vacunació, una de les quals va morir. En total, s’han identificat quatre casos de coàguls de sang en un mateix lot d’1 milió de dosis. El març de 2021, diversos països van aturar l'ús de la vacuna a causa dels casos relacionats amb formació de trombes (incloent-hi coagulació intravascular disseminada i trombosi de sins venosos cerebrals). L'EMA va actualitzar la informació de la vacuna sobre una possibilitat remota d'aquests efectes i va confirmar que la vacuna té un risc global baix de trombosi, amb beneficis que superen en molt els riscos. Tot i que no s’ha demostrat cap vincle causal amb la vacunació, diversos altres països, inclosos Dinamarca, Noruega, Islàndia, Bulgària, Irlanda, Itàlia, Espanya, Alemanya, França, els Països Baixos i Eslovènia també van aturar el desplegament de vacunes durant els dies següents mentre esperaven que l'EMA acabés una revisió de seguretat desencadenada pels casos.
El 29 de març de 2021, el Comitè consultiu nacional de vacunació del Canadà (NACI) va recomanar que es suspengués la distribució de la vacuna per a pacients menors de 55 anys; la presidenta del NACI, Caroline Quach-Thanh, va afirmar que el risc de coàguls de sang era major en pacients més joves i que el NACI aniria modificant les seves recomanacions segons es disposessin de noves dades. La majoria de províncies canadenques van anunciar posteriorment que seguirien aquesta orientació. El Health Canada va informar que no hi havia casos de trombosis al país.
L'endemà, el Ministeri de Salut alemany va anunciar que l'ús de la vacuna en persones de 60 anys o menys hauria de ser el resultat d'una discussió específica del pacient, i que els pacients més joves encara podrien rebre la vacuna d'AstraZeneca, però només "a discreció dels metges, i després d'una anàlisi individual del risc i una explicació exhaustiva". L'abril de 2021, els Països Baixos van emetre pauses temporals en l'administració de la vacuna als menors de 60 anys fins que es pogués completar una nova anàlisi. Austràlia va emetre consells canviats a l'abril de 2021, recomanant que s'utilitzés la vacuna de Pfizer en adults menors de 50 anys en aquest país.
El 14 d'abril, l'Autoritat Sanitària Danesa va suspendre indefinidament l'ús de la vacuna.

## Emmagatzematge
A 2-8 °C.

## Administració
En 2 dosis separades per 4-12 setmanes.

## Reacciones adverses
Molt freqüents (≥1/10): cefalea, nàusees, miàlgia, artràlgia, sensibilitat, dolor, calor, pruïja o blau en el lloc de la injecció, fatiga, malestar, febrícula, calfreds.
Freqüents (≥1/100 a <1/10): vòmits, diarrea, inflor o eritema en el lloc de la injecció, febre.
Poc freqüents (≥1/1.000 a <1/100): limfadenopatia, gana disminuïda, mareig, somnolència, hiperhidrosi, pruïja, exantema.
Excepcionals: L'anafilaxi i altres reaccions al·lèrgiques són un efecte secundari conegut de l'ADZ1222. L'Agència Europea de Medicaments (EMA) ha avaluat 41 casos d’anafilaxi d’uns 5 milions de vacunes al Regne Unit.
El 25 de març de 2021, l'EMA va emetre una comunicació directa del professional sanitari que indicava que, tot i que els beneficis de la vacunació superaven amb escreix els riscos, s'han observat coàguls de sang amb plaquetes baixes en casos molt rars i assessoraven els professionals sanitaris, estant alerta als signes i símptomes de tromboembolisme i trombocitopènia. L'abril de 2021, el comitè de seguretat de l'EMA va confirmar els beneficis de la vacuna i va concloure que els coàguls de sang inusuals amb plaquetes baixes haurien de figurar com a efectes secundaris molt rars. L'abril de 2021, l'EMA va actualitzar la informació per incloure la trombocitopènia com a nou efecte secundari comú (que es produeix en menys d'1 de cada 10 persones, però en un grau lleu, és a dir >100.000/mm3) i la trombosi en combinació amb la trombocitopènia com a nou efecte secundari molt rar (que es produeix en menys d’1 de cada 10.000 persones).

## Advertiments i precaucions
Principalment:
- Es recomana una observació estreta durant almenys 15 minuts després de la vacunació (vigilància d'excepcional anafilaxi)
- Es recomana posposar en individus que pateixin una malaltia febril aguda greu o infecció aguda no lleu.
- Es poden produir reaccions relacionades amb ansietat, incloses reaccions vasovagals (síncope), hiperventilació o reaccions relacionades amb estrès, associades a l'acte vacunal com a resposta psicògena a la injecció amb agulla.
- S'ha d'administrar amb precaució en individus que reben tractament anticoagulant o alguna alteració de la coagulació
- L'eficàcia de la vacuna pot ser menor en immunodeficiències.
- Hi ha experiència limitada amb l'ús en dones embarassades i no es preveuen efectes en el desenvolupament del fetus. Es desconeix si s'excreta en la llet materna.